# 多倫多驕傲月
多倫多骄傲月（英語：Pride Toronto）是在加拿大多伦多举行的同志骄傲游行活动，通常在每年六月举行，2016年起改為持續一整月。

## 历史

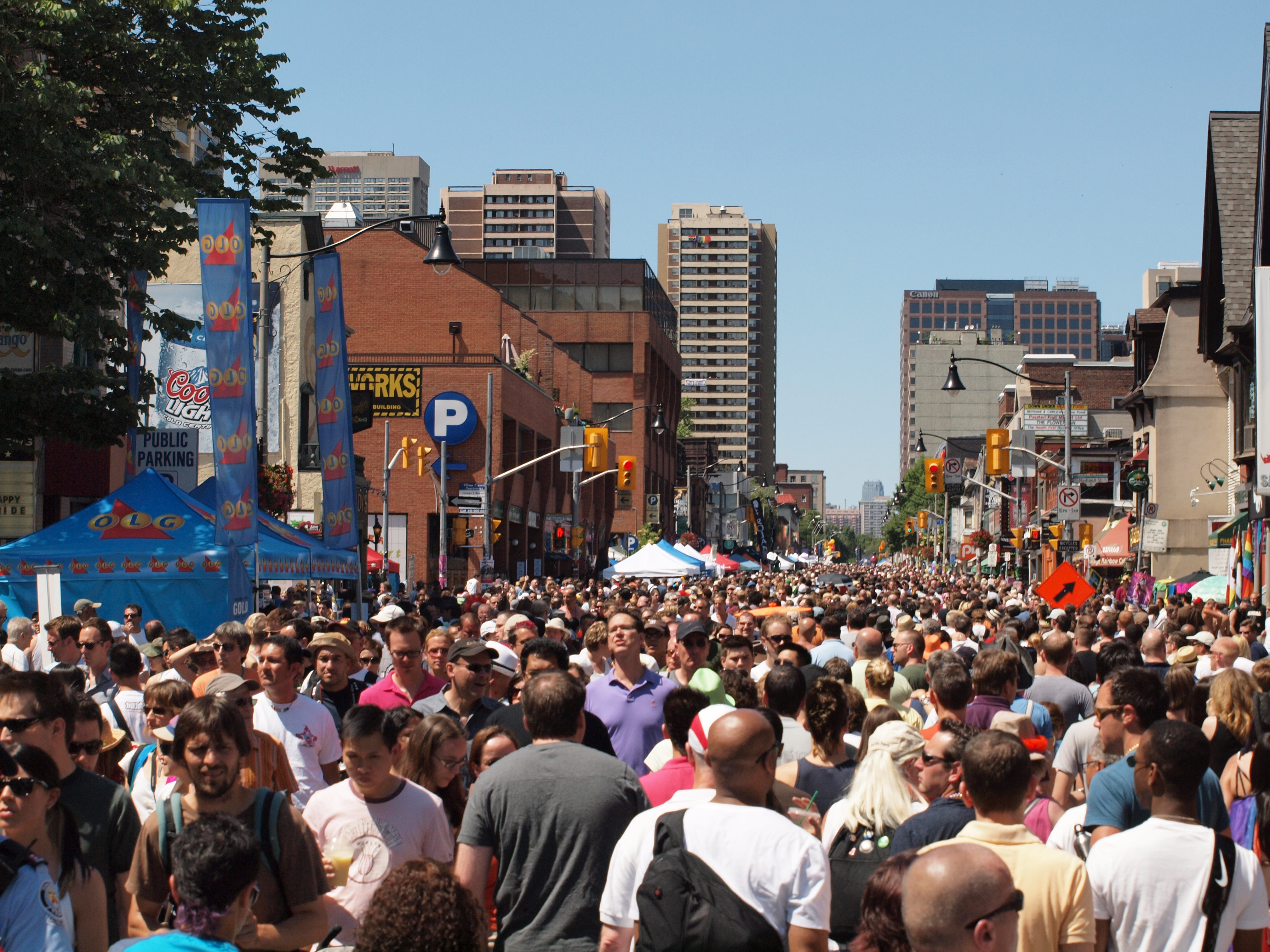
教堂街驕傲週週六

发生于1981年的多伦多浴室袭击事件（肥皂行动）引起了大规模的抗议，这些抗议最后演变成了如今的骄傲周活动。2005年，在第25届骄傲周活动中，刚上任的多伦多警察總长比尔·布莱尔以个人身份参加骄傲游行。每届骄傲周活动均有反映同志社区的特定主题，2006年主题为“Fearless”，2007年主题为“Unstoppable!”，2008年为“Unified”，2009年为“Can't Stop, Won't Stop”。

## 奖项
骄傲周活动获得了2007/2008年年度最佳活动的最高选择奖。

## 外部連結

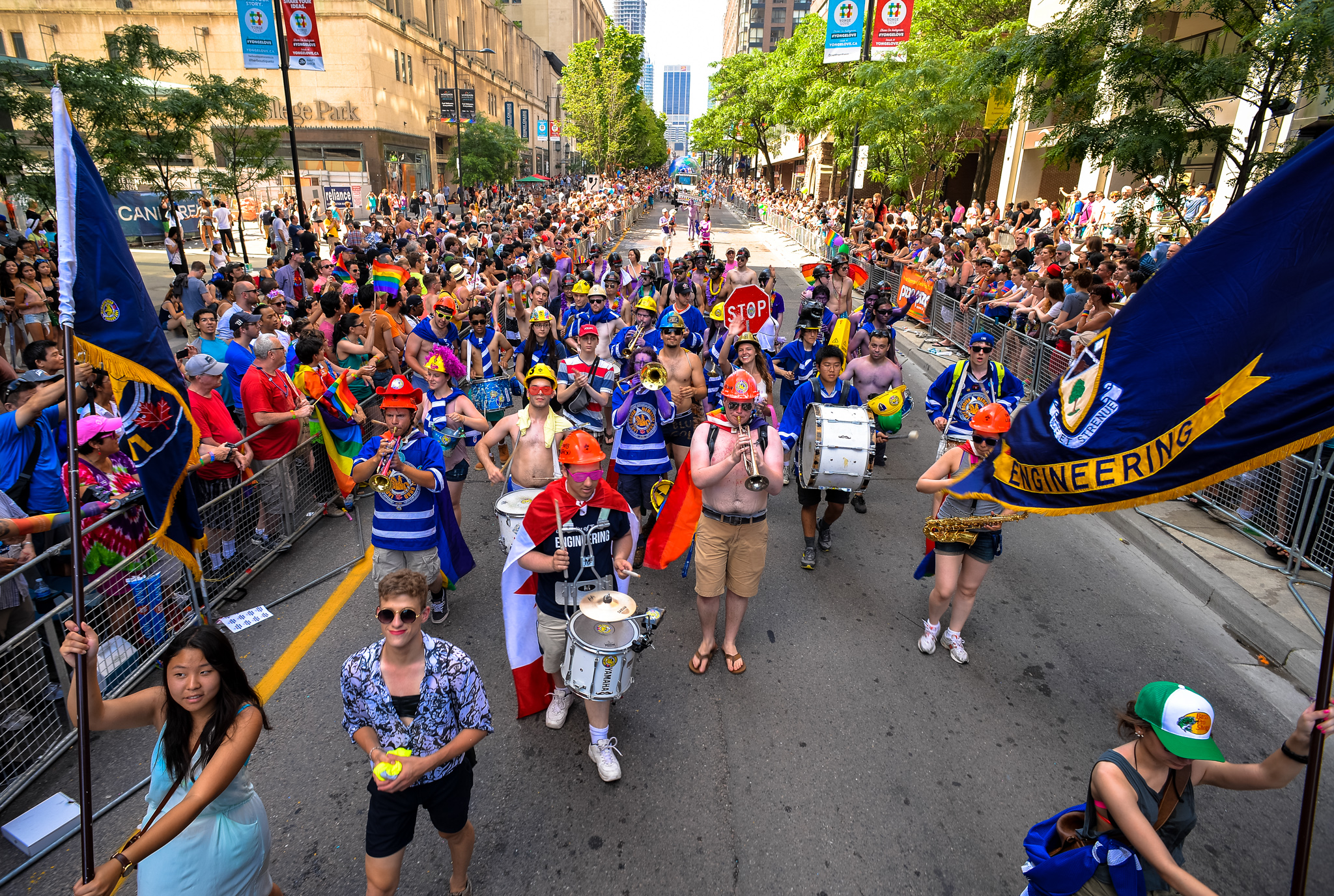
多伦多大学工程学院團隊表演

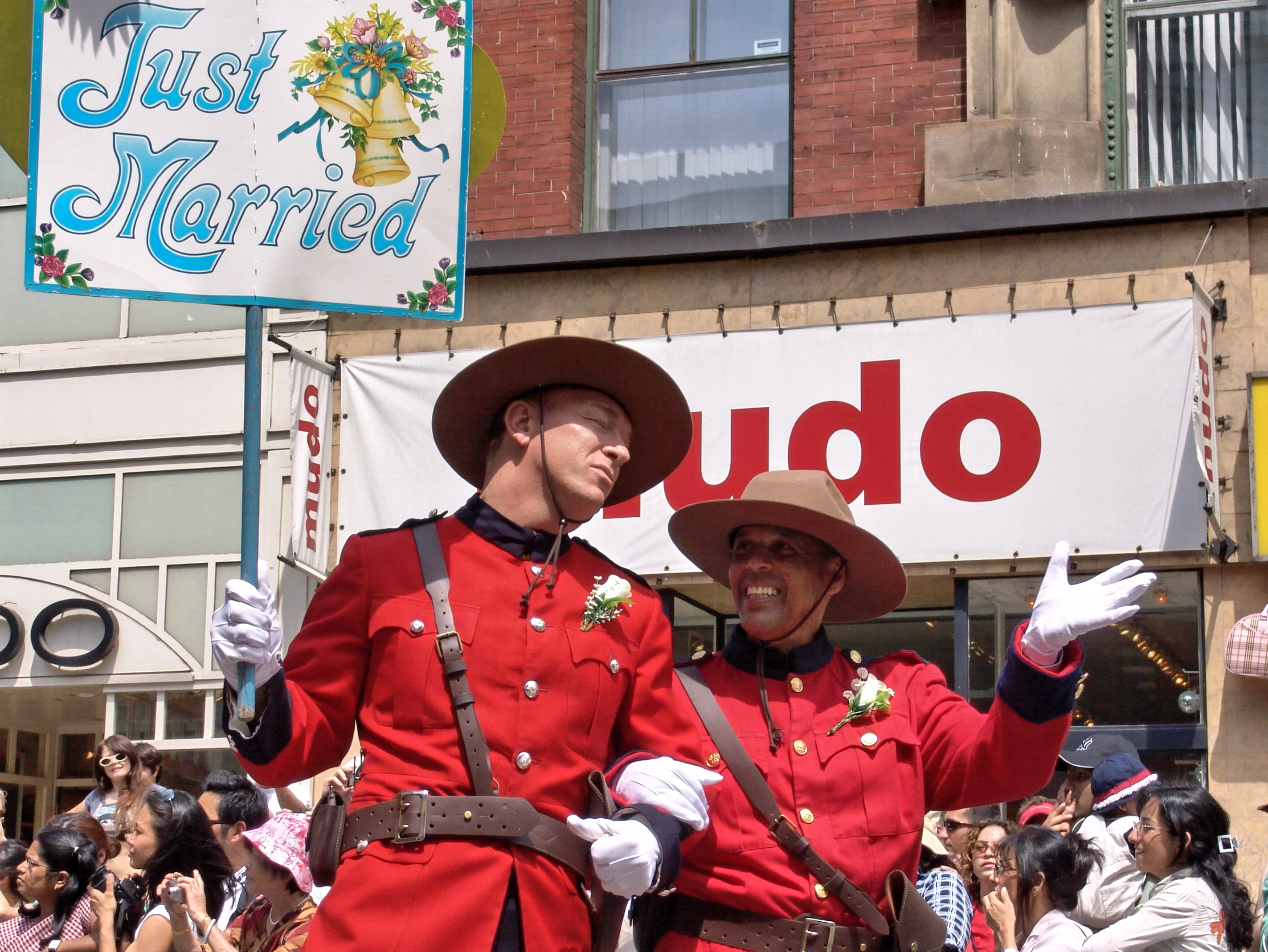
兩名身穿加拿大皇家騎警服裝的男子正在慶祝他們的婚禮

- Pride Toronto （页面存档备份，存于）